# Plagioscyphus meridionalis
Plagioscyphus meridionalis är en kinesträdsväxtart som beskrevs av René Paul Raymond Capuron. Plagioscyphus meridionalis ingår i släktet Plagioscyphus och familjen kinesträdsväxter. Inga underarter finns listade i Catalogue of Life.